# Hans-Heinrich Kempcke

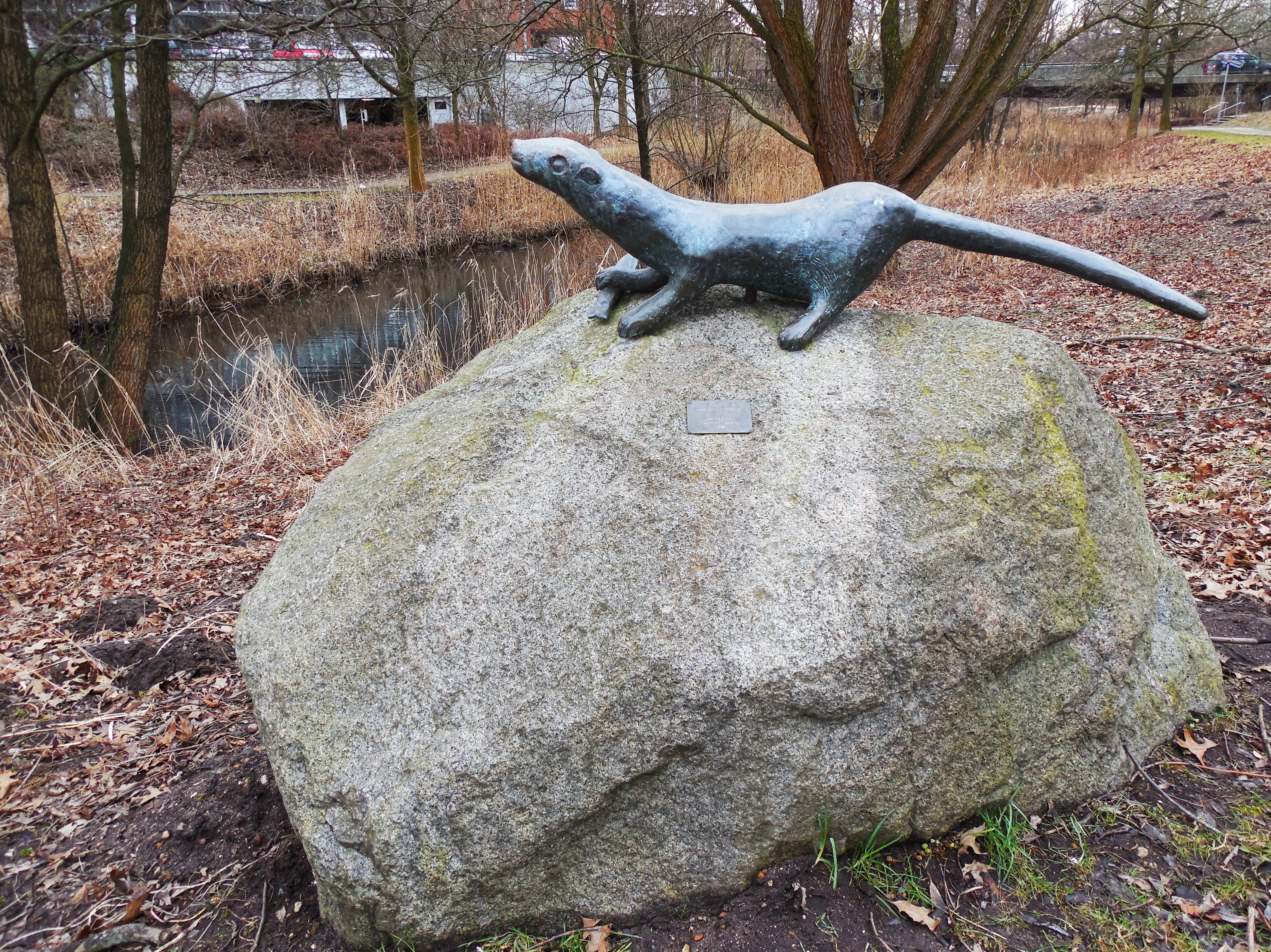
Fischotter, Norderstedt

Hans-Heinrich Kempcke (* 16. August 1926 in Lübeck; † 18. April 2002 in Henstedt-Ulzburg) war ein deutscher Bildhauer.

## Leben
Hans-Heinrich (fälschlicherweise auch als Hans-Dietrich bezeichnet) Kempcke erhielt seine erste Ausbildung als Bildhauer bei einem Lübecker Steinbildhauer. 
Nach einem Studium der Architektur 1954–1957 übte er verschiedene Tätigkeiten aus: Flugzeugbauer, Dozent, Schriftsteller sowie Kriminalbeamter. Eine Lehre in Metallverarbeitung versetzte ihn in die Lage, die für die Bildhauerei erwünschten Fähigkeiten des Metallgiessens, Fräsens und Schmiedens zu erwerben. Zunächst stellte er kleinformatige Werke im Wachsausschmelzverfahren her. Inspiriert wurde er unter anderem durch den Hamburger Bildhauer Peter Luksch, sowie durch die dänischen Künstler Christensen, Wild und Westergard. Zu seinen bevorzugten Themen gehörten Tiere und Menschen, als Material kam u. a. Bronze und Leichtmetall zur Anwendung.
1998 erhielt er als erster Preisträger den Kulturpreis der Gertraud und Heinz Manke Stiftung.

## Werk
- Ab 1978 Kleinplastiken
- Kunst am Bau in Hamburg
- Plastiken mit einer Vielzahl von Vögeln, u. a. vor der Paracelsusklinik in Henstedt-Ulzburg
- Bronzen: "Stier", "Schmied", "Bacchus" u. a.

Der Schmied aus Bronze wurde 1996 in Norderstedt-Garstedt aufgestellt, um an die bäuerliche und handwerkliche Vergangenheit dieses Stadtteils zu erinnern.